# كأس ماليزيا 2011
كأس ماليزيا 2011 هو موسم من كأس الاتحاد الماليزي. كان عدد الأندية المشاركة فيه 30، وفاز فيه نادي ترغكانو.